# ITTF世界ランキング
 ITTF世界ランキング（英: ITTF world ranking）とは、国際卓球連盟（ITTF）が毎週発表している卓球の世界ランキングである。

## 概要
国際卓球連盟が発表している世界ランキングは、国際大会におけるシード順位の決定の際に用いられる。
シングルス（男・女）のランキングの他、ダブルス（男・女・混合）ではペアと個人のランキングがそれぞれ発表されている。

### ランキングシステム
ランキングの主な規則（2021年）。
- 大会の最終成績に応じてポイントを獲得する。
- ポイントの大きさは大会によって異なる。
- ポイントの有効期間は1年間。
- 上位8大会のポイント合計でランキングをつける。

## 歴史
世界ランキングは1928年から存在する。初期のランキングは主に世界選手権の成績に基づくものであった。次第に国際大会におけるシード順位決定などに用いられるようになり、ランキングの持つ意味は増していった。1991年10月にはコンピュータランキングが導入された。
2017年までは、試合ごとに対戦相手と勝敗に応じて増減するレーティングシステムに基づいたランキングを発表していたが、2018年1月からトーナメントの勝ち上がりに応じてポイントが付与される新しいランキングシステムに移行した。また、2020年までは毎月更新であったが、2021年より毎週更新に切り替わった。

### 歴代世界ランキング1位
1991年10月に始まったコンピュータランキングにおける歴代世界ランク1位について記述する。

#### 男子シングルス
| 1               | ヨルゲン・パーソン           | 1991年10月1日                |      |
| 2               | ジャン＝フィリップ・ガシアン | 1992年7月2日                 |      |
| 3               | ヤン＝オベ・ワルドナー       | 1992年8月24日                |      |
| 4               | ジャン＝ミッシェル・セイブ   | 1994年2月9日                 |      |
| 5               | 王涛                         | 1995年9月                    |      |
| 6               | 孔令輝                       | 1996年1月                    |      |
| 7               | 劉国梁                       | 1996年11月                   |      |
| 8               | ブラディミル・サムソノフ     | 1997年12月                   |      |
| 9               | 王励勤                       | 2000年8月                    |      |
| 2001年 - 2020年 |                              |                              |      |
|                 | 選手                         | 到達日 - 最終日              | 月数 |
| (9)             | 王励勤                       | 2001年1月 - 2007年6月        | 54   |
| 10              | 馬琳                         | 2002年10月 - 2007年9月       | 17   |
| 11              | ティモ・ボル                 | 2003年1月 - 2018年3月        | 11   |
| 12              | ヴェルナー・シュラガー       | 2003年6月                    | 1    |
| 13              | 王皓                         | 2004年12月 - 2011年9月       | 34   |
| 14              | 馬龍                         | 2010年1月 - 2017年12月       | 64   |
| 15              | 張継科                       | 2012年6月 - 2012年12月       | 7    |
| 16              | 許昕                         | 2013年1月 - 2020年3月        | 23   |
| 17              | ドミトリ・オフチャロフ       | 2018年1月 - 2018年2月        | 2    |
| 18              | 樊振東                       | 2018年4月 - 2020年12月       | 20   |
| 2021年以降      |                              |                              |      |
|                 | 選手                         | 到達日 - 最終日              | 週数 |
| (18)            | 樊振東                       | 2021年1月5日 - 2024年3月18日 | 164  |
| 19              | 王楚欽                       | 2023年7月4日 - 2025年2月10日 | 71   |
| 20              | 林詩棟                       | 2025年2月11日 -              |      |

2025年2月11日時点

#### 女子シングルス
| 1               | 鄧亞萍 | 1991年10月1日                |      |
| 2               | 王楠   | 1999年1月                    |      |
| 2001年 - 2020年 |        |                              |      |
|                 | 選手   | 到達日 - 最終日              | 月数 |
| (2)             | 王楠   | 2001年1月 - 2002年11月       | 23   |
| 3               | 張怡寧 | 2003年1月 - 2009年12月       | 82   |
| 4               | 郭躍   | 2008年1月                    | 1    |
| 5               | 李暁霞 | 2008年11月 - 2011年10月      | 9    |
| 6               | 劉詩雯 | 2010年1月 - 2016年9月        | 33   |
| 7               | 郭焱   | 2010年10月 - 2011年3月       | 5    |
| 8               | 丁寧   | 2011年11月 - 2019年5月       | 53   |
| 9               | 朱雨玲 | 2017年11月 - 2018年12月      | 9    |
| 10              | 陳夢   | 2018年1月 - 2020年12月       | 18   |
| 2021年以降      |        |                              |      |
|                 | 選手   | 到達日 - 最終日              | 週数 |
| (10)            | 陳夢   | 2021年1月5日 - 2022年7月12日 | 73   |
| 11              | 孫穎莎 | 2022年2月1日 - 現在          | 139  |

2023年10月12日(第41週)時点